# Ibirapuitã
Ibirapuitã es un municipio brasileño del estado de Rio Grande do Sul.
Se encuentra ubicado a una latitud de 28º37'29" Sur y una longitud de 52º30'41" Oeste, estando a una altitud de 641 metros sobre el nivel del mar. Su población estimada para el año 2004 era de 3.975 habitantes.
Ocupa una superficie de 375,32 km².
- Datos: Q1774765
- Multimedia: Ibirapuitã / Q1774765